# Форум за демократию и развитие
Форум за демократию и развитие (ФДР; англ. Forum for Democracy and Development; FDD) — левоцентристская политическая партия в Замбии.

## История
Форум за демократию и развитие был основан в 2001 году бывшими членами Движения за многопартийную демократию, недовольными попытками президента Фредерика Чилубы изменить Конституцию, чтобы позволить себе баллотироваться на третий срок. На всеобщих выборах 2001 года партия выдвинула кандидатом в президенты Кристона Тембо, который занял третье место из одиннадцати кандидатов с 13 % голосов. На выборах в Национальную ассамблею партия собрала 16 % голосов, получив 12 мест. Позднее президент Леви Мванаваса пригласил трёх политиков Форума работать в «кабинете единства» и в результате они были исключены из партии за то, что приняли приглашение.
В 2005 году Форум за демократию и развитие выбрал своим президентом Эдиту Навакви, бывшего министра от Движения за многопартийную демократию. Однако в 2006 году правительство отменило регистрацию партии на том основании, что та не представила годовой отчёт. Впоследствии партия присоединилась к Объединённому демократическому альянсу, который выдвинул лидера Объединённой партии национального развития Хакаинде Хичилему своим кандидатом в президенты на всеобщих выборах 2006 года. Хичилема занял третье место с 25 % голосов, в то время как Альянс получил 24 места в Национальной ассамблее, по сравнению с 74 местами, которые партии-члены альянса получили в 2001 году.
Партия не выдвигала кандидата на дополнительных президентских выборах 2008 года, но выдвинула Навакви на всеобщих выборах 2011 года. Она получила 0,2 % голосов, заняв седьмую позицию из девяти кандидатов. Партия получила одно место в Национальной ассамблее. Навакви снова баллотировался на пост президента на дополнительных президентских выборах 2015 года, заняв третье место с 0,9 % голосов.
На всеобщих выборах 2021 года партия не получила ни одного места Национальной ассамблеи и оказалась вне парламента.

## Участие в выборах

### Президентские выборы
| Выборы | Кандидат                                                          | Голосов | %       | Результат  |
| ------ | ----------------------------------------------------------------- | ------- | ------- | ---------- |
| 2001   | Кристон Тембо                                                     | 228 861 | 13,17 % | Не избран  |
| 2006   | Поддержка Хакаинде Хичилемы (Объединённый демократический альянс) | 693 772 | 25,32 % | Не избран  |
| 2011   | Эдит Навакви                                                      | 6 833   | 0,24 %  | Не избрана |
| 2015   | Эдит Навакви                                                      | 15 321  | 0,92 %  | Не избрана |
| 2016   | Эдит Навакви                                                      | 24 149  | 0,65 %  | Не избрана |

### Парламентские выборы
| Выборы | Лидер         | Голосов                                                | %       | Мест      | +/-  | Положение | Результат      |
| ------ | ------------- | ------------------------------------------------------ | ------- | --------- | ---- | --------- | -------------- |
| 2001   | Кристон Тембо | 272 817                                                | 15,58 % | 12 из 159 | ▲ 12 | ▲ 3       | Оппозиция      |
| 2006   | Кристон Тембо | 610 608 (часть Объединённого демократического альянса) | 22,51 % | 26 из 159 | ▲ 14 | ▬ 3       | Оппозиция      |
| 2011   | Эдит Навакви  | 20 243                                                 | 0,75 %  | 1 из 159  | ▼ 25 | ▼ 5       | Оппозиция      |
| 2016   | Эдит Навакви  | 79 489                                                 | 2,17 %  | 1 из 156  | ▬    | ▲ 4       | Оппозиция      |
| 2021   | Эдит Навакви  | 4 006                                                  | 0,09 %  | 0 из 167  | ▼ 1  | ▼ 8       | Вне парламента |